# Neiva Regente
Die Neiva Regente ist ein mit einem Kolbenmotor ausgestattetes Flugzeug des brasilianischen Herstellers Indústria Aeronáutica Neiva.

## Geschichte und Konstruktion
Im Jahre 1959 begann die Entwicklung für ein viersitziges Verbindungsflugzeug mit festem Bugradfahrwerk, das auch unvorbereitete Start- und Landebahnen benutzen konnte. Der Prototyp mit der Bezeichnung Neiva Regente 360C, startete zum ersten Mal am 7. September 1961 mit einem 145 PS (108 kW) Continental O-300 Kolbenmotor. Die Serienversion für die brasilianische Luftwaffe wurde mit dem stärkeren Lycoming O-360-A1D mit 180 PS (134 kW) gefertigt. Achtzig U-42 (später in C-42 geändert) wurden in Dienst gestellt.
Neiva entwickelte für die Luftstreitkräfte auch die dreisitzige Beobachtungsversion Regente 420L. Hinter der Passagierkabine wurde der Rumpf abgesenkt, um die Rundumsicht zu verbessern, und es wurde ein stärkerer Continental IO-360D Motor mit 210-PS eingebaut. Das Flugzeug flog erstmals im Januar 1967 als YL-42. Vierzig L-42 wurden für die brasilianische Luftwaffe gebaut. Unter den Tragflächen befinden sich 4 Außenlaststationen um leichte Bomben oder Raketen aufzunehmen.

## Varianten

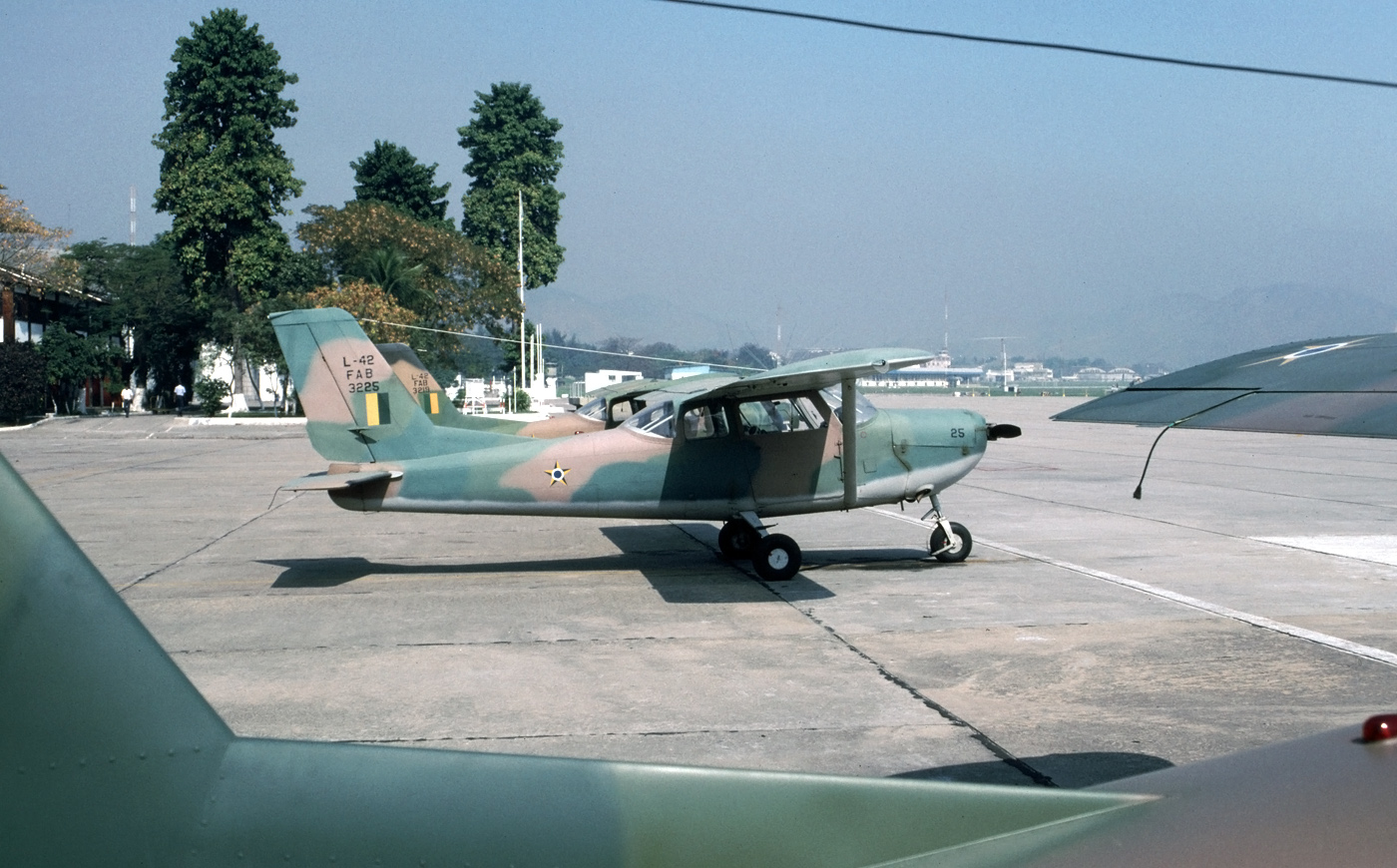
Neiva L-42 (Regente 420L)

- Regente 360C – Verbindungsflugzeug (80 produziert)
  - U-42/C-42 – militärische Bezeichnung
- Regente 420L – Beobachtungsflugzeug (40 produziert)
  - L-42 – militärische Bezeichnung
- Lanceiro – zivile Version (2 gebaut)

## Militärische Nutzer
- Brasilien
- Simbabwe (6 seit 2008)

## Technische Daten
| Kenngröße             | Daten C-42                        | Daten L-42                                                     |
| --------------------- | --------------------------------- | -------------------------------------------------------------- |
| Besatzung             | 1                                 | 1                                                              |
| Passagiere            | 3                                 | 2                                                              |
| Länge                 | 7,21 m                            | 7,21 m                                                         |
| Spannweite            | 9,10 m                            | 9,13 m                                                         |
| Höhe                  | 2,9 m                             | 2,93 m                                                         |
| Flügelfläche          | 13,45 m²                          | 13,50 m²                                                       |
| Leermasse             | 640 kg                            | 745 kg                                                         |
| Höchstgeschwindigkeit | 220 km/h                          | 244 km/h                                                       |
| Dienstgipfelhöhe      | 4820 m                            | 4816 m                                                         |
| Reichweite            | 896 km                            | 924 km                                                         |
| Triebwerke            | 1 × Lycoming O-360-A1D mit 134 kW | 1 × Continental IO-360D-Kolbenmotor mit 157 kW                 |
| Bewaffnung            | –                                 | 4 Außenlaststationen zur Aufnahme leichter Bomben oder Raketen |